# Etne
Etne és un municipi situat al comtat de Vestland, Noruega. Té 4.106 habitants (2016) i la seva superfície és de 735,27 km². El centre administratiu del municipi és el poble d'Etnesjøen.

## Informació general

### Nom
El municipi duu el nom del fiord d'Etne (en nòrdic antic: Eðni). El fiord és probablement el nom d'un antic riu anomenat Etna (en l'actualitat Etneelvi).

### Escut d'armes
L'escut d'armes va ser concedit el 16 de desembre de 1983. L'escut és de color blau a l'esquerra i de color blanc a la dreta, amb una línia de cua de milà vertical a la meitat. L'escut representa la forta unitat entre els dos antics municipis de Skånevik i Etne, que es van unir entre si per formar un nou municipi el 1965.

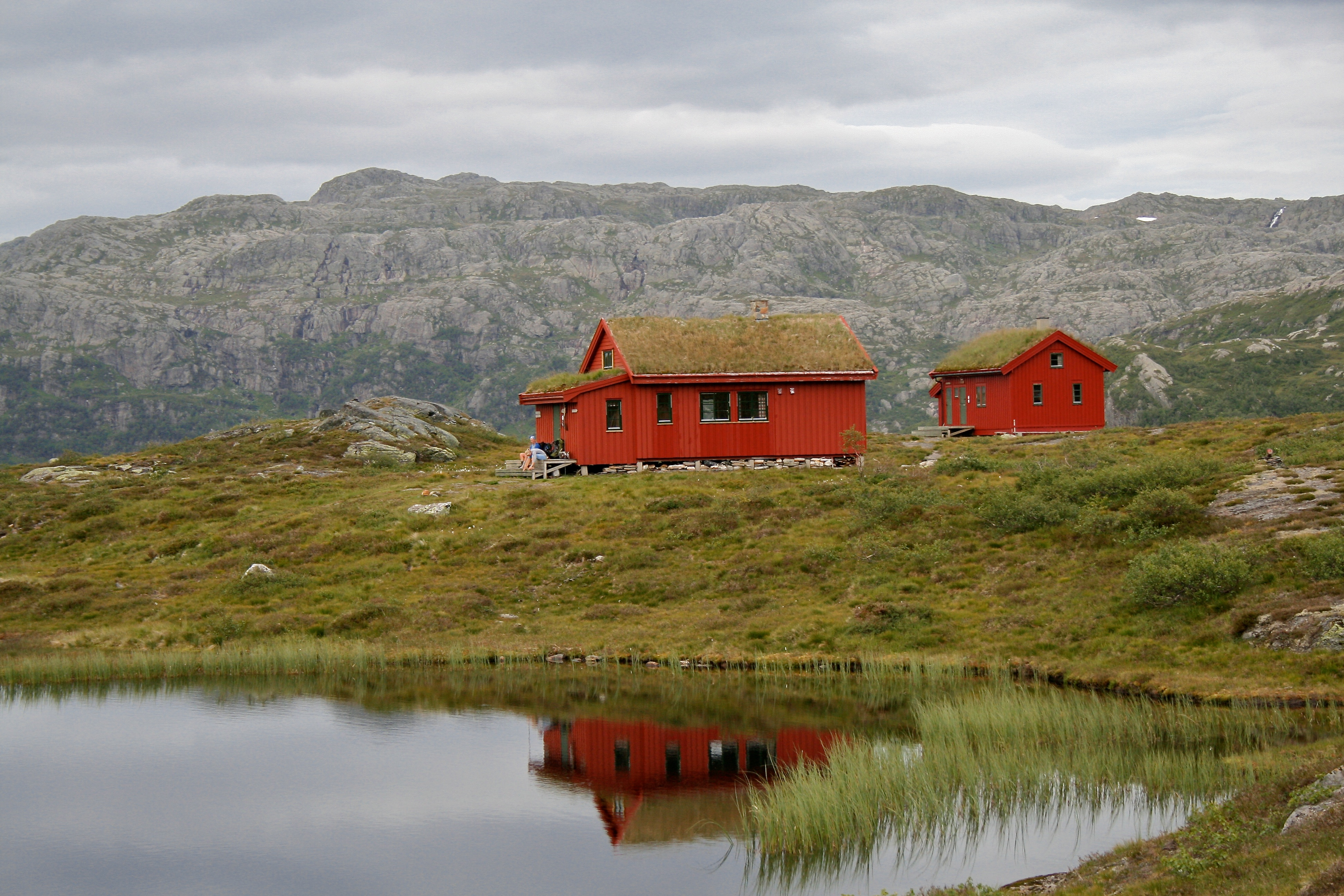
Cabanes de muntanya.

## Geografia
Etne està situat al sud de la ciutat de Bergen i limita amb els municipis de Kvinnherad i Odda al comtat de Hordaland, i amb els municipis de Sauda, Suldal, i Vindafjord al comtat de Rogaland.
Etne té un paisatge variat, que s'estén des del fiord d'Etne, l'Skånevikfjorden i l'Åkrafjorden al nivell del mar, a través dels llogarets fins a les altes muntanyes. A l'extrem nord, hi ha una glacera de muntanya àrida i molt erosionada, Folgefonna, on el punt més alt del municipi s'eleva 1.638 metres sobre el nivell del mar. El Parc Nacional de Folgefonna està parcialment situat a Etne. A més d'aquest parc nacional, Etne té tres reserves naturals: Brattholmen, Skåno, i Langebudalen. El llac més destacat de la zona és Løkjelsvatnet. La famosa cascada de Langfossen es troba al nord d'Etne.

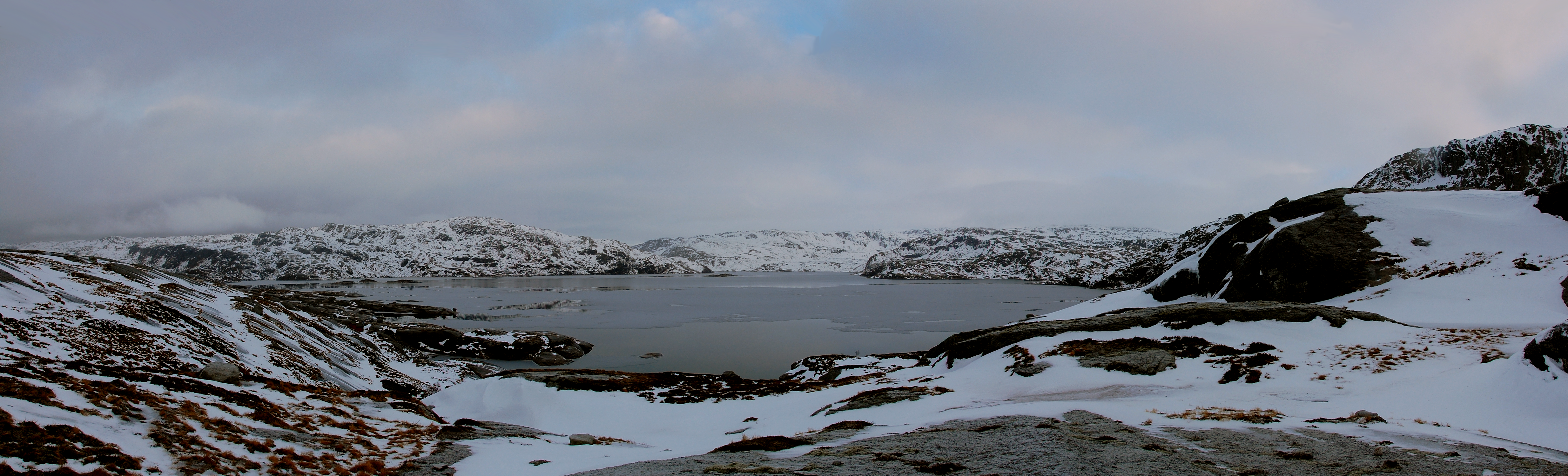
Imatge panoràmica del llac Løkjelsvatnet.

## Fills il·lustres
- Magne V de Noruega (1156–1184), Rei durant les Guerres Civils Noruegues
- Erling Skakke (1115–1179), Earl noruec durant el segle XII